# Сокольники (Львовская область)
Сокольники (укр. Сокільники) — село во Львовском районе Львовской области Украины. Административный центр Сокольниковской сельской общины.
Население по переписи 2001 года составляло 5727 человек. Занимает площадь 7,06 км². Почтовый индекс — 81130. Телефонный код — 322.

## Известные уроженцы
- Бохонко, Иван Иванович (род. 1956) — российский лётчик палубной авиации, Герой Российской Федерации, генерал-лейтенант.